# النموذج المعياري فائق التناظر الأدنى

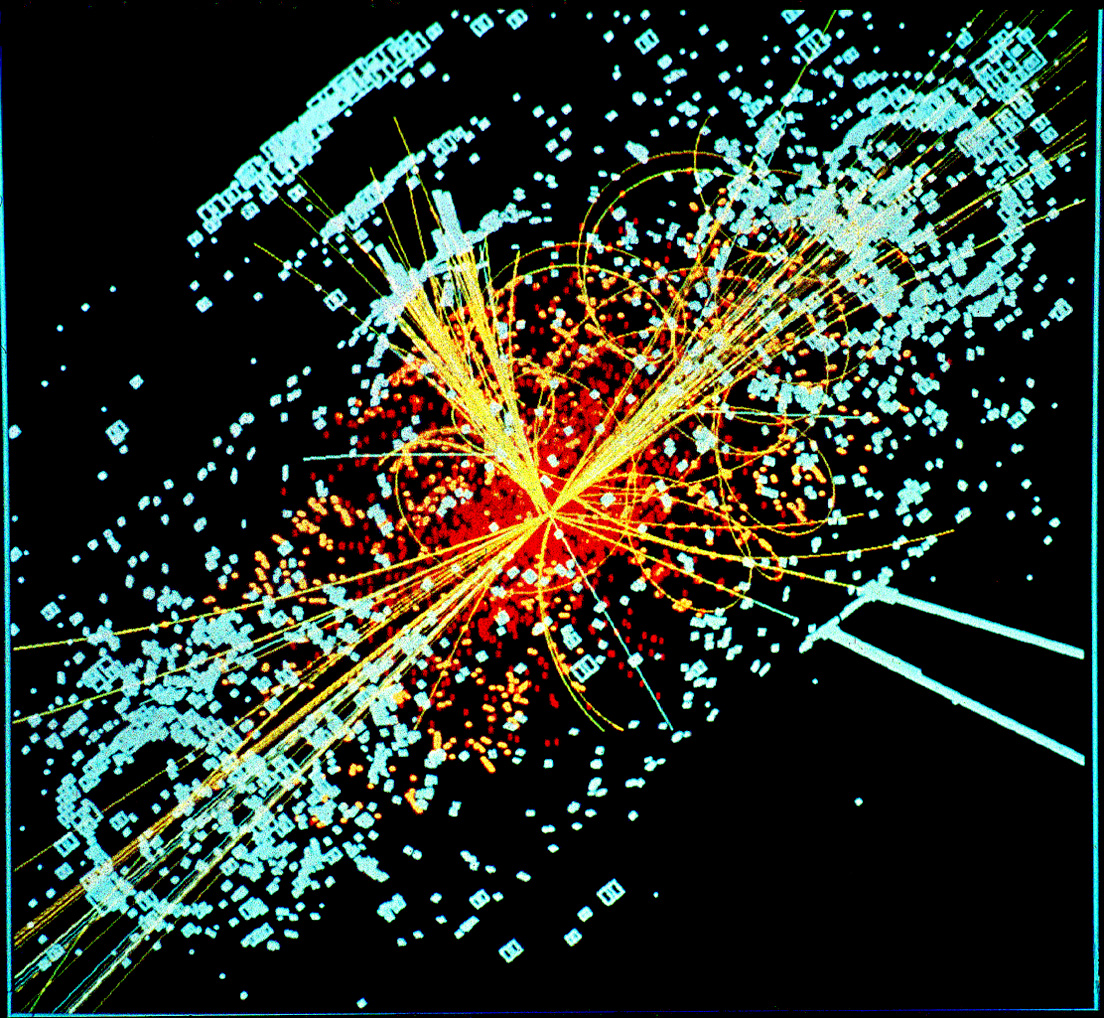

النموذج المعياري فائق التناظر الأدنى (بالإنجليزية:Minimal supersymmetric standard model باختصارMSSM ) هو محتوي أقل مجموعة جسيمات يمكن أن تكون مكملة لنظرية النموذج العياري SM للجسيمات الأولية.
وعند توسيع النموذج العياري SM ليصبح النموذج MSSM يتوسع محتوى المجال بمقدار مزدوج هيغز Higgs-Doublet
ثم ترتيب كل مجال/أو جسيم ليكون له شريك فائق ينتمي إليه . ونظرا لبقاء تناظر المقياس بالنسبة إلى النموذج العياري ثابتا لا يتغير فتكون تأثيرات نظرية المقياس العياري في النموذج العياري فائق التناظر الأصغر معرُّفة أيضا لجسيمات جديدة في النموذج العياري .
يسمح النموذج العياري فائق التناظر الأصغر في الحالة العامة بإضافة إحداثيات جديدة على النموذج .

## كتلة الشريك الفائق
طبقا نظرية النموذج العياري تكون كتلة جسيم الشريك الفائق مساوية للجسيم الأولي الأصلي . ونظرا لعدم اكتشاف أي إلكترون بوزوني حتى الآن فيعتقد أن الشريك الفائق لا بد وأن يكون له كتلة أكبر كثيرا ، وربما تصل إلى
1 TeV/c² (يتم تحديد الكتلة هنا بأنها طاقة مقسومة على مربع سرعة الضوء في الفراغ ، وذلك طبقا لمعادلة تكافؤ المادة والطاقة) ; وللمقارنة فتبلغ كتلة البروتون 94و0 جيجا إلكترون فولط/c² . وهذا يؤدي إلى تقلص في عدد احداثيات التآثر.
يبدو في الوقت الحاضر أن هناك علاقة بين كتل الجسيمات في النموذج العياري فائق التناظر الأصغر MSSM . ومن ضمن تلك النظريات المتعلقة بهذا الشأن نظرية التوحيد العظمى ونظرية الأوتار واللتان تبديان تشابها مع النموذج العياري فائق التناظر الأصغر في حيز الطاقات المنخفضة نسبيا والممتدة إلى طاقات عالية في حيز TeV/c² (تيرا إلكترون فولط/c²
)

## الجسيمات وشركائها الفائقة
| المجموعة              | من نوع النموذج العياري | شريك فائق                                                                                              |
| --------------------- | --- | --- |
| شحنة متعادلة          | فوتون ({\displaystyle \gamma \!\,}), بوزون Z({\displaystyle Z^{0}\!\,})، هيغز متعادل ({\displaystyle h^{0},\!\,H^{0},A^{0}}) | نيوترالينوs ({\displaystyle {\tilde {\chi }}_{1}^{0}\dots \chi _{4}^{0}})                              |
| مشحونة                | بوزنات W ({\displaystyle W^{\pm }})، هيغز مشحونة({\displaystyle H^{\pm }})                                                   | شارجينوs ({\displaystyle {\tilde {\chi }}_{1}^{\pm },\,{\tilde {\chi }}_{2}^{\pm }})                   |
| {\displaystyle SU(3)} | جلوون ({\displaystyle g\!\,})                                                                                                | Gluinos ({\displaystyle {\tilde {g}}})                                                                 |
| لبتونات               | إلكترون ({\displaystyle e\!\,})                                                                                              | Selektronen ({\displaystyle {\tilde {e}}_{L},{\tilde {e}}_{R}})                                        |
| لبتونات               | ميون ({\displaystyle \mu \!\,})                                                                                              | Smyonen ({\displaystyle {\tilde {\mu }}_{L},{\tilde {\mu }}_{R}})                                      |
| لبتونات               | Tau ({\displaystyle \tau \!\,})                                                                                              | Stau ({\displaystyle {\tilde {\tau }}_{L},{\tilde {\tau }}_{R}})                                       |
| لبتونات               | نيوترينوات ({\displaystyle \nu _{e},\!\,\nu _{\mu },\nu _{\tau }})                                                           | Sneutrinos ({\displaystyle {\tilde {\nu }}_{1L,R},{\tilde {\nu }}_{2L,R},{\tilde {\nu }}_{3L,R}})      |
| كواركات               | Up, Down ({\displaystyle u,d\!\,})                                                                                           | Sup, Sdown ({\displaystyle {\tilde {u}}_{L},{\tilde {u}}_{R},{\tilde {d}}_{L},{\tilde {d}}_{R}})       |
| كواركات               | Charm, Strange ({\displaystyle c,s\!\,})                                                                                     | Scharm, Sstrange ({\displaystyle {\tilde {c}}_{L},{\tilde {c}}_{R},{\tilde {s}}_{L},{\tilde {s}}_{R}}) |
| كواركات               | Top, Bottom ({\displaystyle t,b\!\,})                                                                                        | Stop, Sbottom ({\displaystyle {\tilde {t}}_{L},{\tilde {t}}_{R},{\tilde {b}}_{L},{\tilde {b}}_{R}})    |

## اقرأ أيضا
- نظرية النموذج العياري للجسيمات الأولية
- نظرية المقياس
- شريك فائق